# Liste der höchsten Berggipfel Boliviens
Folgend eine Liste der höchsten Berggipfel Boliviens:
| Name                 | Höhe   | Gebirge                   | Departamento | Koordinaten           | Anmerkungen                                            |
| -------------------- | ------ | ------------------------- | ------------ | --------------------- | ------------------------------------------------------ |
| Sajama               | 6542 m | Cordillera Occidental     | Oruro        | 18° 06′ S, 068° 53′ W | erloschener Vulkan                                     |
| Illimani             | 6458 m | Cordillera Real           | La Paz       | 16° 39′ S, 067° 47′ W |                                                        |
| Ancohuma             | 6425 m | Cordillera Real           | La Paz       | 15° 51′ S, 068° 33′ W |                                                        |
| Illampú              | 6368 m | Cordillera Real           | La Paz       | 15° 49′ S, 068° 33′ W |                                                        |
| Parinacota           | 6348 m | Cordillera Occidental     | Oruro        | 18° 10′ S, 069° 09′ W | erloschener Vulkan                                     |
| Pomerape             | 6282 m | Cordillera Occidental     | Oruro        | 18° 08′ S, 069° 08′ W | erloschener Vulkan                                     |
| Haucana              | 6200 m | Cordillera Real           | La Paz       | 15° 52′ S, 068° 33′ W |                                                        |
| Chearoco             | 6127 m | Cordillera Real           | La Paz       | 15° 57′ S, 068° 25′ W |                                                        |
| Huayna Potosí        | 6088 m | Cordillera Real           | La Paz       | 16° 16′ S, 068° 09′ W |                                                        |
| Chachacomani         | 6074 m | Cordillera Real           | La Paz       | 15° 59′ S, 068° 23′ W |                                                        |
| Pico del Norte       | 6070 m | Cordillera Real           | La Paz       | 15° 48′ S, 068° 32′ W |                                                        |
| Acotango             | 6052 m | Cordillera Occidental     | Oruro        | 18° 23′ S, 069° 03′ W | erloschener Vulkan                                     |
| Chaupi Orco          | 6044 m | Cordillera Apolobamba     | La Paz       | 14° 28′ S, 069° 05′ W |                                                        |
| Capurata             | 6039 m | Cordillera Occidental     | Oruro        | 18° 25′ S, 069° 03′ W |                                                        |
| Uturuncu             | 6008 m | Cordillera de Lípez       | Potosí       | 22° 16′ S, 067° 11′ W | erloschener Vulkan                                     |
| Yacuma               | 5974 m | Cordillera Real           | La Paz       | 15° 52′ S, 068° 33′ W |                                                        |
| Sairecabur           | 5971 m | Cordillera Occidental     | Potosí       | 22° 43′ S, 067° 53′ W | erloschener Vulkan                                     |
| Lípez                | 5929 m | Cordillera de Lípez       | Potosí       | 21° 57′ S, 066° 52′ W | erloschener Vulkan                                     |
| Licancabur           | 5920 m | Cordillera Occidental     | Potosí       | 22° 50′ S, 067° 53′ W | erloschener Vulkan                                     |
| Cololo               | 5915 m | Cordillera Real           | La Paz       | 14° 53′ S, 069° 07′ W |                                                        |
| Cabaraya             | 5869 m | Cordillera Occidental     | Oruro        | 19° 09′ S, 068° 42′ W |                                                        |
| Mururata             | 5868 m | Cordillera Real           | La Paz       | 16° 31′ S, 067° 49′ W |                                                        |
| Ollagüe              | 5863 m | Cordillera Occidental     | Potosí       | 21° 18′ S, 068° 11′ W | aktiver Vulkan                                         |
| Tocorpuri            | 5808 m |                           | Potosí       | 22° 26′ S, 067° 55′ W | erloschener Vulkan                                     |
| Pastos Grandes       | 5802 m | Cordillera Occidental     | Potosí       | 21° 45′ S, 067° 50′ W | erloschener Supervulkan VEI 7                          |
| Anallajsi            | 5750 m | Cordillera Occidental     | La Paz       | 17° 56′ S, 068° 55′ W | erloschener Vulkan                                     |
| Pukintika            | 5750 m | Cordillera Occidental     | Oruro        | 18° 06′ S, 068° 53′ W | erloschener Vulkan                                     |
| Quetena              | 5730 m | Cordillera de Lípez       | Potosí       | 22° 16′ S, 067° 25′ W | erloschener Vulkan                                     |
| Humarata             | 5710 m | Cordillera Occidental     | Oruro        | 18° 21′ S, 069° 03′ W | erloschener Vulkan                                     |
| Juriques             | 5704 m | Cordillera Occidental     | Potosí       | 22° 51′ S, 067° 50′ W | erloschener Schichtvulkan                              |
| Cerro Nelly          | 5676 m | Cordillera Occidental     | Potosí       | 22° 42′ S, 067° 45′ W | erloschener Schichtvulkan                              |
| Zapaleri             | 5653 m | Cordillera de Lípez       | Potosí       | 22° 48′ S, 067° 11′ W | erloschener Vulkan                                     |
| Jorcada              | 5650 m |                           | Potosí       | 22° 02′ S, 067° 46′ W | erloschener Vulkan                                     |
| Condoriri            | 5648 m | Cordillera Real           | La Paz       | 16° 10′ S, 068° 15′ W |                                                        |
| Cerro Agua de Perdiz | 5634 m | Cordillera Occidental     | Potosí       | 21° 47′ S, 068° 04′ W |                                                        |
| Inacaliri            | 5626 m | Cordillera Occidental     | Potosí       | 21° 59′ S, 068° 04′ W | erloschener Schichtvulkan                              |
| Chorolque            | 5614 m | Cordillera de Chichas     | Potosí       | 20° 55′ S, 066° 02′ W |                                                        |
| Guayaques            | 5598 m |                           | Potosí       | 22° 54′ S, 067° 34′ W | erloschener Vulkan                                     |
| Pampa Luxsar         | 5543 m |                           | Potosí       | 20° 51′ S, 068° 12′ W | erloschener Vulkan                                     |
| Nuevo Mundo          | 5438 m | Cordillera de los Frailes | Potosí       | 19° 46′ S, 066° 29′ W | erloschener Vulkan                                     |
| Chacaltaya           | 5421 m | Cordillera Real           | La Paz       | 16° 21′ S, 068° 08′ W |                                                        |
| Tata Sabaya          | 5385 m | Cordillera Occidental     | Oruro        | 19° 08′ S, 068° 31′ W | erloschener Vulkan                                     |
| Pequeño Alpamayo     | 5370 m | Cordillera Real           | La Paz       | 16° 10′ S, 068° 13′ W |                                                        |
| Patilla Pata         | 5324 m | Cordillera Occidental     | Oruro        | 18° 04′ S, 069° 03′ W | erloschener Vulkan                                     |
| Jatun Wila Kkollu    | 5214 m | Cordillera de los Frailes | Potosí       | 19° 24′ S, 066° 35′ W | erloschener Vulkan                                     |
| Wila Qullu (K'ulta)  | 5144 m | Cordillera de los Frailes | Oruro        | 19° 04′ S, 066° 19′ W |                                                        |
| Pucarani             | 4910 m | Cordillera Occidental     | Oruro        | 19° 19′ S, 068° 19′ W | Erhebung im Salar de Coipasa                           |
| Cerro Rico           | 4800 m | Cordillera Central        | Potosí       | 19° 37′ S, 065° 45′ W | von großer historischer und wirtschaftlicher Bedeutung |
| Campanario           | 4682 m | Cordillera Central        | Tarija       | 21° 51′ S, 065° 00′ W | höchster Gipfel der Cordillera de Sama                 |

Bei südamerikanischen Erhebungen variieren die Angaben bezüglich der Höhe, auch offizielle Angaben, teilweise sehr stark. Mit diesem Problem hat sich Aaron Maizlish auf Peaklist auseinandergesetzt.